# 在リトアニア外国公館の一覧

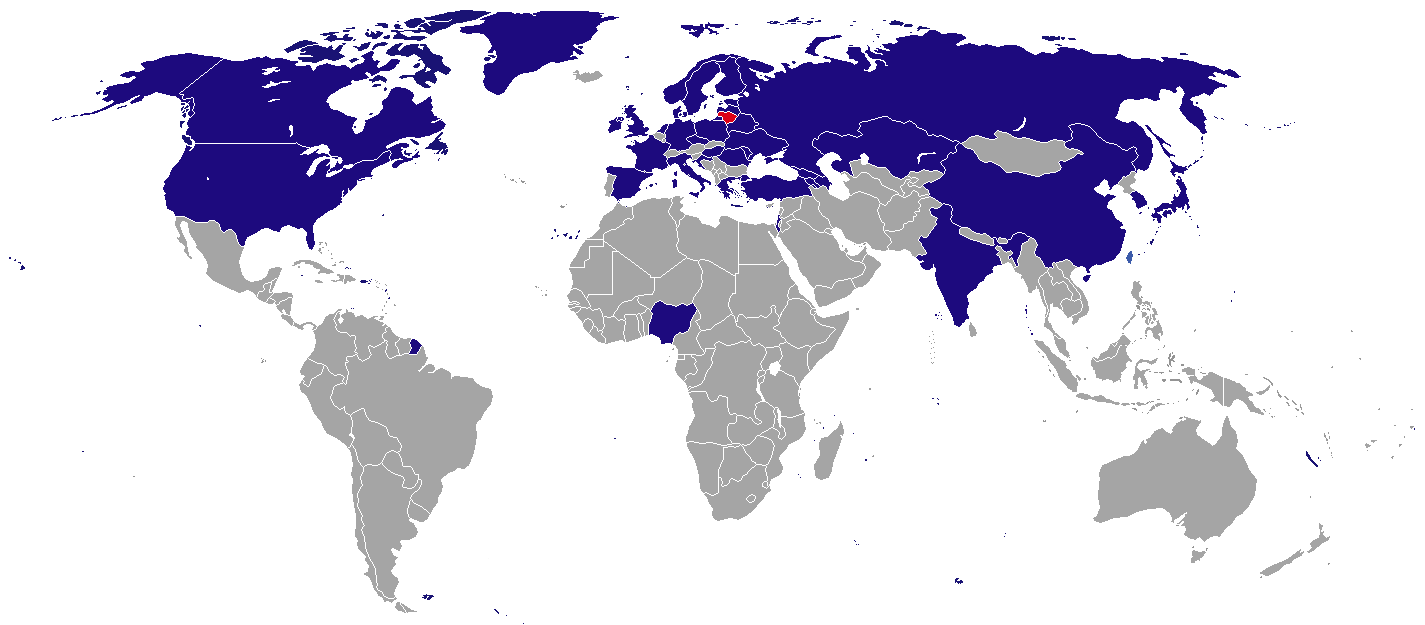
リトアニアに外交使節団を派遣している国

本項は、在リトアニア外国公館の一覧である。首都ヴィリニュスに35ヶ国の大使館と一つの領事事務所が置かれている。他の多くの国は、コペンハーゲンやモスクワ、ワルシャワ、あるいは他のヨーロッパ諸国に非常駐の大使館を設置している。

## 大使館
- アイルランド
- アゼルバイジャン（在リトアニアアゼルバイジャン大使館（アゼルバイジャン語版））
- アメリカ合衆国
- アルメニア
- イギリス（在リトアニアイギリス大使館（英語版））
- イスラエル
- イタリア
- ウクライナ（在リトアニアウクライナ大使館（英語版））
- エストニア（在リトアニアエストニア大使館（エストニア語版））
- オランダ
- カザフスタン
- ギリシャ
- クロアチア
- ジョージア
- スウェーデン（在リトアニアスウェーデン大使館（スウェーデン語版））
- スペイン
- チェコ
- 中国
- デンマーク
- ドイツ
- トルコ
- 日本（在リトアニア日本国大使館）
- ノルウェー（在リトアニアノルウェー大使館（ノルウェー語版））
- バチカン（在リトアニアバチカン大使館（ドイツ語版））
- ハンガリー
- フィンランド
- フランス（在リトアニアフランス大使館（フランス語版））
- ベラルーシ
- ポーランド（在リトアニアポーランド大使館（ポーランド語版））
- マルタ騎士団
- モルドバ
- ラトビア
- ルーマニア
- ロシア（在リトアニアロシア大使館（ロシア語版））

## 領事機関

### ヴィリニュス
- カナダ（領事事務所）

### クライペダ
- ロシア（総領事館）

## 代表処
- 中華民国（台湾）（駐リトアニア台湾代表処（中国語版））

## 大使が他国に駐在している国

### ウィーン
- オーストリア
- ミャンマー

### コペンハーゲン
- インドネシア
- エジプト
- サウジアラビア
- スロベニア
- タイ
- ネパール
- ブラジル
- ベナン
- ボスニア・ヘルツェゴビナ
- ボリビア
- ポルトガル
- モロッコ

### ストックホルム
- アンゴラ
- エルサルバドル
- グアテマラ
- コソボ
- ザンビア
- スリランカ
- タンザニア
- 朝鮮民主主義人民共和国
- 南アフリカ共和国
- メキシコ
- ラオス

### ハーグ
- ヨルダン
- ルワンダ

### ヘルシンキ
- アイスランド
- ナミビア
- ニカラグア
- ペルー

### ベルリン
- モルディブ
- エクアドル
- ガーナ
- クウェート
- トーゴ
- パラグアイ
- ブルキナファソ
- ブルンジ
- モーリタニア

### ミンスク
- キルギス
- シリア
- タジキスタン
- トルクメニスタン
- パキスタン

### モスクワ
- バングラデシュ
- カンボジア
- ギニア
- ガボン
- シエラレオネ

### リガ
- ウズベキスタン
- カナダ
- スイス
- スロバキア

### ワルシャワ
- アフガニスタン
- アラブ首長国連邦
- アルジェリア
- アルゼンチン
- アルバニア
- イラン
- インド
- ウルグアイ
- オーストラリア
- カタール
- 北マケドニア
- キプロス
- コロンビア
- セルビア
- チュニジア
- チリ
- ニュージーランド
- パナマ
- フィリピン
- ベトナム
- ベルギー
- マレーシア
- モンゴル
- レバノン

### その他
括弧内は所在都市。
- アンドラ（アンドラ・ラ・ベリャ）
- オマーン（ロンドン）
- サンマリノ（サンマリノ）
- ナイジェリア（キエフ）
- ホンジュラス（ブリュッセル）
- マルタ（バレッタ）

## 撤退した大使館
- オーストリア（在リトアニアオーストリア大使館（ドイツ語版））
- ブルガリア
- ベルギー